# Бакуба
Бакуба (на арабски: بعقوبة) е град, административен център на област Дияла, Ирак. Населението на града през 2012 година е 447 446 души.

## География
Градът е разположен по брега на река Дияла, на около 50 километра североизточно от столицата Багдад и е почти в центъра на Сунитския триъгълник.

## Население
| Година | Население |
| ------ | --------- |
| 1965   | 34 790    |
| 2012   | 447 446   |